# Naufragio (film 1943)
Naufragio (San Demetrio London) è un film britannico del 1943 diretto da Charles Frend.
Esso tratta della petroliera MV San Demetrio e del suo equipaggio e la loro lotta per trasportare in Inghilterra il carico durante la battaglia dell'Atlantico nel corso della seconda guerra mondiale. La trama s'ispira ad una vicenda veramente accaduta.